# 梵蒂岡宗座檔案館
梵蒂岡宗座檔案館（拉丁語：Archivum Apostolicum Vaticanum，前稱梵蒂岡秘密檔案館）是梵蒂岡城內保存聖座、教宗過世之前公佈的所有文獻的中央資料庫，包括信件、教宗的賬簿及幾個世紀以來羅馬教廷累積的一些文件，及眾多尚未被公開的文獻。教宗將持有該些檔案，直到下一任教宗繼任為止。17世紀時，時任教宗保祿五世下令將秘密檔案館與梵蒂岡圖書館拆分，並且持續對外封閉直至1881年，時任教宗良十三世才允許研究人員檢閱檔案館的部分文件。因此，梵蒂岡宗座檔案館也被稱為最神秘的檔案館。

## 館名
梵蒂岡宗座檔案館原名梵蒂岡秘密檔案館，其中的「秘密」一詞，並不代表現代機密的意思，該詞在拉丁語較偏向「私密、私有」之意，表示該檔案及文獻是教宗私密的私人財產，而非屬羅馬教廷或聖座所有。1969年的研究指出，由於館藏目錄系統覆蓋率不足，導致檔案館「如同被時間熔岩淹沒的赫庫蘭尼姆古城和考古挖掘般隱密」，因此檔案館使用「秘密」一詞並無不妥。
即便如此，宗座檔案館中的某些區域或文件確實處於保密狀態，包括一些教廷人員的紀錄或教宗的私人日誌等，這些文件禁止被一般學者或人員檢閱。
教宗方濟各於2019年10月將檔案館的名字由「梵蒂岡秘密檔案館」變更為「梵蒂岡宗座檔案館」。

## 歷史

### 教會初期
基督教會甫創立的使徒時代，教會便已開始蒐集與彙整相當可觀的紀錄文件，這些文件亦稱為「聖書」（Holy Scrinium）或「文獻」（Chartarium），通常會跟隨教宗移動，並無特定存放位置，導致當時絕大多數的文獻都已佚失。在往後的幾個世紀，隨著教會的權勢日增，教宗時常與各國統治者會面或政治談判而遊走歐洲，在各地也擁有若干處的居所。當他們外交訪問或其它事務時，會隨身攜帶一些文件以便處理行政工作，也導致了部分檔案文件的丟失。
而最初開始放置這些文獻檔案的處所是位於羅馬的拉特朗宮，後來則存放在各任教宗的住所。

### 起義、叛亂與教會大分裂
11世紀時，教會的檔案文獻便分散存放於至少三個不同的地點：拉特朗宮、聖彼得大教堂、弗拉維安宮。然教會在11至13世紀間，遺失了很大一部份的文件檔案，有一部份說法是因教廷曾經從羅馬遷至法國亞維儂，且前後共有七位教宗在亞維儂教廷生活，並耗費約20年的時間搬遷檔案文件，過程中分別於1314年、1319年和1320年三度遭到吉伯林派洗劫。
1378年天主教會大分裂（亞維儂分裂）後，對立教宗亦擁有自身的檔案文獻，導致兩方的教會檔案在分裂期間各自存在和發展，而比薩對立教宗若望二十三世在位期間更增加至三方。直至1784年，分散的檔案才重新彙集至梵蒂岡秘密檔案館。
1404年梵蒂岡遭到吉伯林派劫掠，教宗登記冊和歷史文件被隨意丟置大街，教宗依諾增爵七世出逃。額我略十二世繼位後據稱於1406年出售大量的檔案文獻，其中包括教宗登記冊。

### 檔案館創立

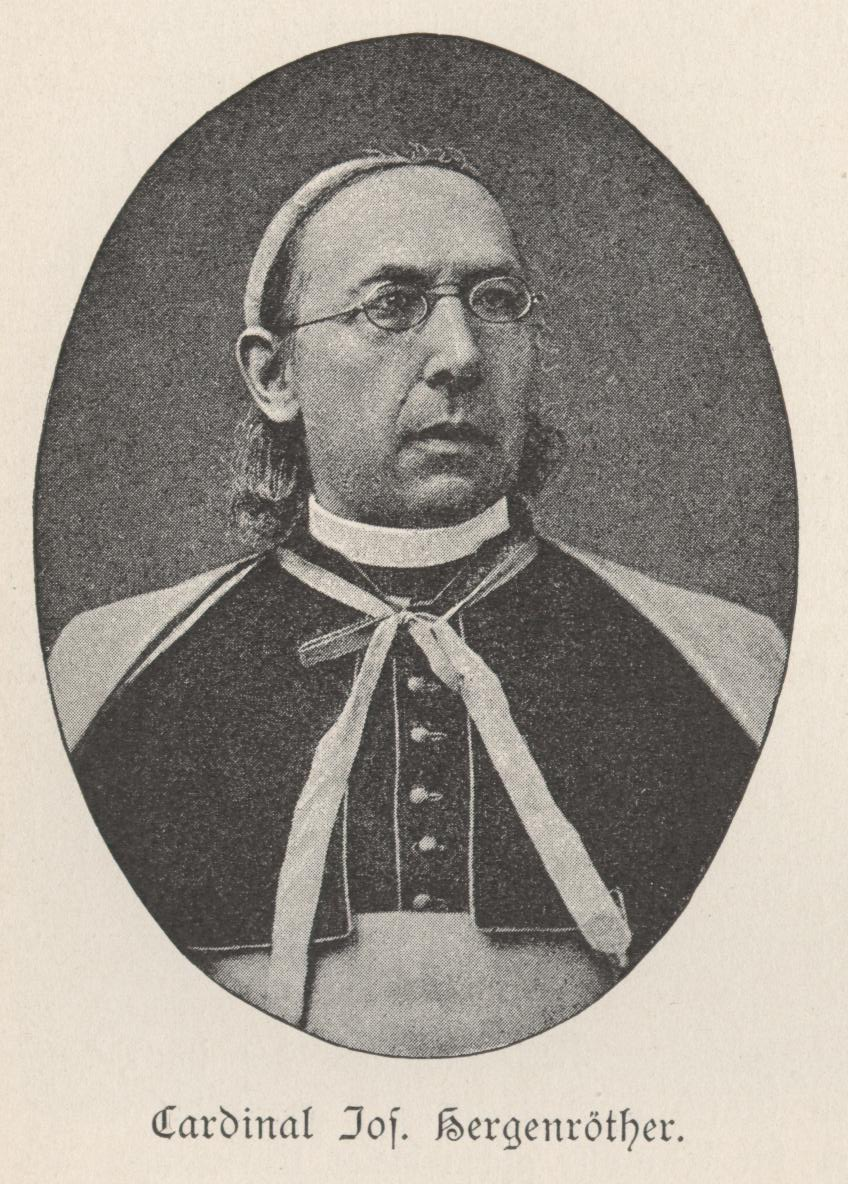
若瑟·赫根羅瑟樞機

1612年，教宗保祿五世下令將所有檔案集中在他於1610年建造的建築物中，最初的檔案館正式成立。
1791年，教宗國在法國境內的領土（包括沃克呂茲省和亞維儂）被法蘭西王國吞併。1798年，拿破崙統治的法蘭西第一共和國入侵羅馬，並攻佔教宗國。拿破崙於1809年下令將檔案館的資料轉移至巴黎，1814年4月第六次反法同盟聯軍攻入巴黎，復辟的法蘭西王國最終於1817年將奪走的檔案重新歸還至羅馬教廷，但因眾多檔案的運輸費用龐大，教廷人員因此決定丟棄一部分無用的文件，也有一部分的文件在運送過程中佚失，造成運往巴黎的檔案文件並未全數返還檔案館。
1855年，檔案管理員奧古斯丁·因納開始抄錄和出版檔案館中的資料，並在1870年公開了當初天文學家伽利略·伽利萊因日心說而在羅馬遭審判的審判書抄本，引起當時天主教會的關注。
1870年9月10日，在義大利王國向教宗國宣戰後，於20日攻入羅馬城，教宗國實質上滅亡，當時教廷下令不允許任何人進入檔案館。直到1881年，教宗良十三世才開始開放一些研究人員進入檔案館研究部分文獻。良十三世教宗也對檔案館的開放貢獻良多，他於1879年任命若瑟·赫根羅瑟樞機為檔案管理員，赫根羅瑟就任後，他寫了一份備忘錄建議開放歷史學家檢閱檔案館中更多珍貴的文獻，但羅馬教會擔心信奉新教的研究人員以研究之名試圖挖掘或傳播教會過去的歷史，導致教會對訪問檔案館設下諸多限制。赫根羅瑟想要改變這一點，最終他促使良十三世教宗同意興建一間研究專用的閱覽室，並於1881年1月1日開放，這是檔案館首次開放給非教會人員。
1884年，在教宗良十三世與德國學術團體Görres協會的一次談話中發表了他的觀點，他認為歷史可以對教會有利，而不是有害。
2012年2月至9月期間，為慶祝檔案館成立400周年，義大利的卡比托利歐博物館舉辦「梵蒂岡秘密檔案館特展」，展出了最早可追溯至8世紀的約100份文獻，其中包括1521年馬丁路德被教會開除的教宗詔書、1587年被處決的蘇格蘭女王瑪麗一世的一封信等珍貴文件。
2019年3月2日，教宗方濟各宣布將於2020年3月公布教宗庇護十二世在第二次世界大戰期間對猶太大屠殺的爭議性文件，使已持續近半世紀猜測和懷疑獲得解答。
2019年10月，教宗方濟各頒布《歷史的經驗》（Esperienza storica）手諭，宣布在與一些主教及聖職人員討論後，決定將梵蒂岡秘密檔案館更名為「梵蒂岡宗座檔案館」（Archivio Apostolico Vaticano）。

## 館藏

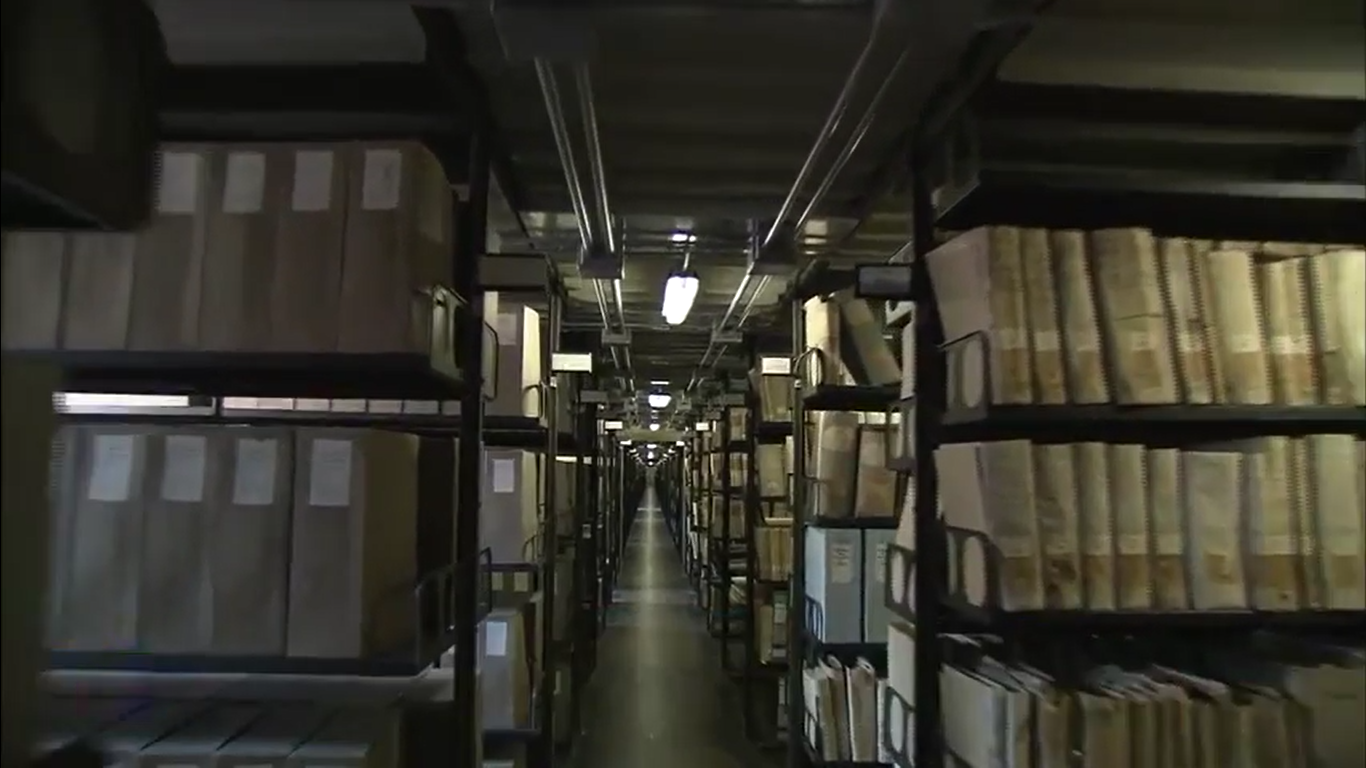
梵蒂岡宗座檔案館的地下儲藏室（1980年設立）

梵蒂岡宗座檔案館的書架估計約有84公里長，可供參考的目錄約有35,000卷。
根據檔案館網站，館內最古老的文獻可追溯至8世紀末，但13世紀以前的文件通常較少，其中較著名的有當時教會要求英格蘭國王亨利八世取消與阿拉貢的凱薩琳婚姻的文件、聖殿騎士團於1312年被解散前的審判紀錄、天文學家伽利略·伽利萊因日心說而在羅馬遭審判的審判書抄本、教宗依諾增爵三世發起第四次十字軍東征的教宗詔書和米開朗基羅完成西斯汀小堂穹頂畫後，寫給教會抱怨他沒有得到應有報酬的信件等。

## 訪問
梵蒂岡宗座檔案館鄰近梵蒂岡宗座圖書館，需擁有合格的大學學位或同等證明文件並提供研究目的、研究機構的介紹信函才可申請入館卡，且每日只開放六十名研究人員進入檔案館，也因申請資格和人數都有嚴格的限制，梵蒂岡宗座檔案館也被稱為是最神秘的檔案館。
研究人員進入檔案館後並非任意查找文件，而是須在閱覽室瀏覽參考目錄，選擇要研究的文獻後，檔案館會將指定的文件送至閱覽室供研究人員檢閱及研究，且全程禁止攝影和拍照、飲食、並須將手機關閉。
可檢閱的內容也有嚴格的限制，如1939年之後的任何文件和檔案都不可瀏覽，或是1922年後與樞機的個人事務有關的所有檔案也無法提供檢閱。但在特殊情況下，教宗有時會公布一些文件，如2002年，國務樞機卿公布教宗庇護十一世與納粹德國有關的文件，以闢謠外界對兩者的懷疑、2018年教宗方濟各公布前樞機狄鐸·埃德加·麥卡里克的文件，以便對他與年輕神父爆發的性醜聞徹底調查。
2018年10月，世界主教會議決議成立梵蒂岡資訊委員會，負責決定向公眾公布的檔案或文件。教宗方濟各在2019年3月宣布將在2020年3月公布教宗庇護十二世與納粹德國有關的爭議性文件，特別是與猶太人大屠殺相關的部分，引起國際很大的關注。

## 數位化

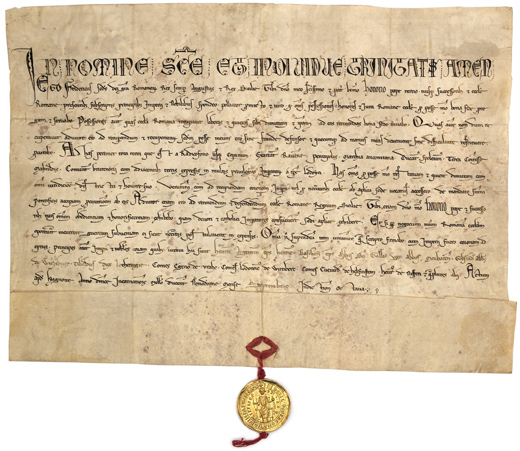
檔案館收藏的一份弗雷德里克二世向教宗何諾三世宣誓的宣誓文，此為數位化存本

21世紀初，梵蒂岡宗座檔案館開始將館內的一部分館藏數位化，使研究人員檢閱館藏的過程不再那麼繁複，也為不易保存的文件和檔案提供額外的存本。
目前，檔案館約有180太字节（TB）的數位儲存空間，且截至2018年，檔案館已將約700多萬張圖像數位化。但以館藏的規模來說，數位化的文獻只佔館藏中的一小部分而已，大部分的研究人員仍然須透過繁複的申請過程檢閱檔案館中的文件。

### In Codice Ratio
2017年，義大利的羅馬第三大學和梵蒂岡宗座檔案館合作，開發一種人工智慧和光學字元辨識的軟體In Codice Ratio。以用來協助辨識因上古世紀的拉丁文寫作風格與現代不同而造成無法區分個別字符的問題。In Codice Ratio的開發團隊試圖開發一種可解析此種筆跡的軟體，最終In Codice Ratio在解析這類筆跡的準確率達到了96％。

## 流行文化
在美國作家丹·布朗的小說《天使與魔鬼》中，主角羅柏·蘭登透過梵蒂岡宗座檔案館，揭發光明會的秘密，且在同名改編電影於2009年上映後，檔案館在2010年開放給合格的記者進入，以便對布朗小說中的各情節解惑。

## 外部連結
- 梵蒂岡宗座檔案館（意大利文）（英文）